# Tuzon
Tuzon è un villaggio situato nella contea di Grand Gedeh, in Liberia. È situato a circa 9 km da Zwedru.